# 보닛 (쓰개)

보닛(bonnet, 문화어: 본네트)은 턱밑에서 끈을 매게 되어 있는 쓰개 또는 모자이다. 주로 여성이나 아이들을 위해 부드러운 천으로 만든다.

## 같이 보기
- 쓰개
- 보닛

## 참고 문헌
- 이 문서에는 다음커뮤니케이션(현 카카오)에서 GFDL 또는 CC-SA 라이선스로 배포한 글로벌 세계대백과사전의 내용을 기초로 작성된 글이 포함되어 있습니다.